# FORTE (人工衛星)

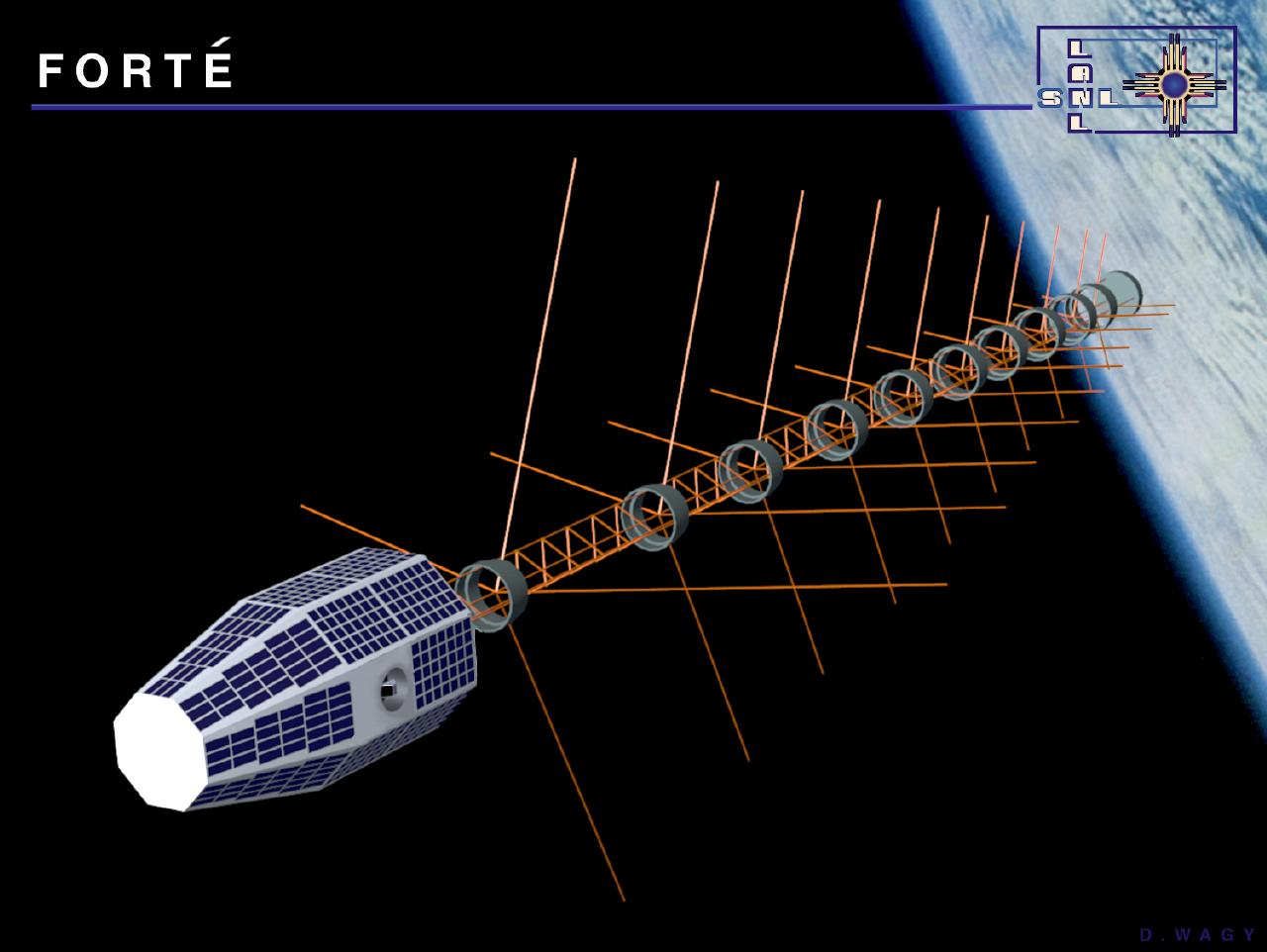
FORTE衛星

FORTE(英語:The Fast On-orbit Recording of Transient Events、フォルテ、「軌道上での高速過渡事象記録」の意)は、核実験禁止条約の遵守を監視する技術を試験するためにアメリカ合衆国で作られた核実験監視試験衛星であり軽重量衛星である。開発と製作には約3,500万ドルの経費がかかった。
衛星に搭載された装置は、地表面付近に発生した電磁波エネルギーのバーストを探知・記録・分析した。アメリカ合衆国エネルギー省傘下のロスアラモス国立研究所とサンディア国立研究所の共同開発プログラムであった。また雷の物理的データや電離層のデータ、地上約50〜600マイル上空の大気圏の電気伝導域のデータも収集していた。

## 目的
FORTE計画はエネルギー省が後援した。アメリカの核爆発探知システムの一部分として採用されうるこの技術を、試験検討を行うための計画であった。このシステムは世界中の核兵器の拡散の抑制への努力をサポートした。

## 打ち上げ
1997年8月29日15:02:00 UTCに、ヴァンデンバーグ空軍基地から離陸したL-1011スターゲイザーから
ペガサスXLロケットにより高度800kmの低軌道に打ち上げられた。

## 構造
FORTEは最初の全て複合材でできた人工衛星であり、そのフレームは炭素繊維強化プラスチックによりできている。高さ8フィート(アンテナを含めず)の衛星で、重量470ポンド、搭載機器は複合ハニカム構造材(アルミニウムハニカムをコア材、炭素繊維強化プラスチックを表板としたハニカム構造材)により支持される。

### 搭載機器
FORTEのペイロードは、3つの機器から成る。「電波システム」と「光学システム」、そして「イベント分類装置」である。電波システムは、周波数域30-300 MHzをカバーする広帯域無線受信機と偏波切り替え機能を有するアンテナと高速AD変換機の三つを結合したものである。光学システムは、アメリカ航空宇宙局(NASA)マーシャル宇宙飛行センター(MSFC)の設計に基づく、比較的低解像度のイメージセンサ(撮像装置)から成る。雷のフラッシュした場所の把握のために、10km x 10kmの地上解像度(500フレーム/秒)を持ち、光度変化を記録するための高速光検出器(5万サンプル/秒)を持っている。イベント分類装置はデジタル信号プロセッサー技術に基づき、核爆発や自然界に発生した雷のような瞬間的な電波発生と、人工的な電波信号の違いをそれぞれの特徴により分類することができた。
FORTEは、軌道に投入後に特徴的な35フィートのロングアンテナを伸張する。アンテナは直角にクロスされた2エレメントのアレーから成り、電離層が電波信号の伝播にどのような影響を与えるかオペレータが知るのを手助けする。

### 姿勢制御
アンテナを伸張した状態の衛星の姿勢制御は、重力勾配による安定法により行われる(地球の潮汐力により生じるモーメントにより衛星の長軸方向が常に地球重心に向く)。また姿勢制御ためにセンサとして3X2軸磁気センサと地平線センサ、アクチュエータとしてモーメンタムホイール・3軸磁気トルカを持つ。

### 諸元
- 重量：215 kg
- 軌道高度：800 km x 807 km ほぼ円軌道
- 軌道傾斜角：70.0°